# Zeche Hilterberg
Die Zeche Hilterberg war ein Wealdenkohle-Bergwerk am Limberg im Teutoburger Wald, auf dem Gebiet der Landgemeinde Hankenberge / Hilter.

## Geschichte

### Anfänge in der Zeche
Im Jahr 1885/1886 wurde der Schacht der Zeche Hilterberg abgeteuft. Er hatte eine Teufe von 63,92 Metern. Der Schacht war mit dem schon 1872 errichteten Karlsstollen verbunden, in dem ebenfalls Wealdenkohle abgebaut wurde. Weiterhin baute man auch Flöz 3 (Schmalebank) und Flöz 4 (Dickebank) auf mehreren Sohlen ab. Zur Ausrüstung zählten unter anderem zwei Dampfkessel. Zeitweilig waren in den Stollen der Zeche Hilterberg bis zu 213 Bergleute gleichzeitig beschäftigt.

### Aufschwung
Nach der Eröffnung der Eisenbahnstrecke Osnabrück-Brackwede, auch Haller Willem genannt, errichtete der Georgs-Marien-Bergwerks- und Hüttenverein als Bergwerkseigentümer eine 1630 m lange so genannte Otto'sche Seilbahn, mit der die Kohle zum nahe gelegenen Bahnhof in Wellendorf transportiert wurde. Wurden zunächst nur 9.000 Tonnen Kohle pro Jahr abgebaut, konnte 1893 schließlich der gesamte Tagesbedarf des Stahlwerks in Georgsmarienhütte von 60 Tonnen Kohle pro Tag in der Zeche Hilterberg abgebaut werden.

### Stilllegung
Aufgrund starker Wassereinbrüche und der inzwischen kostengünstigeren Bezugsmöglichkeit der Kohle aus der Zeche Werne wurde der Bergbau in der Zeche Hilterberg am 31. März 1903 eingestellt und die Seilbahn abgebaut.

### 20. Jahrhundert
Die Einstiegsstelle des Bergwerks, das Mundloch, wurde weitgehend zugeschüttet, nur die oberen Balken sind zu sehen. Außerdem zeugen einige alte Geräte aus der Betriebszeit und eine Informationstafel von der ehemaligen Blütezeit des Bergbaus in dieser Region. Nach Ende des Zweiten Weltkriegs wurde bis 1953 erneut Kohle abgebaut.